# X.25 over TCP/IP
XoT (X.25 over TCP) est un protocole qui permet le transport des paquets X.25 dans une connexion TCP.
Il a été créé par Cisco dans les années 1990 et est décrit dans la RFC 1613.

## Fonctionnement
À chaque connexion X.25 correspond une connexion TCP/IP à travers laquelle les paquets sont échangés.
L'encapsulation consiste à faire précéder chaque paquet X.25 d'un en-tête contenant, entre autres, la longueur du paquet.